# Petits Mondes
Petits Mondes (Small worlds) est le cinquième épisode de la série britannique de science fiction Torchwood.

## Synopsis
Quelques êtres lumineux semblables à des fées semblent avoir fait leur apparition aux alentours de Cardiff et semblent protéger une petite fille. Mais sont-ce des créatures bienveillantes ou malveillantes ? 

## Lien avec l'univers deDoctor Who
- On revoit la paire de lunettes 3D utilisée par le docteur dans Adieu Rose pendue à la lampe de bureau de Jack.

## Continuité
- Dans l'épisode Ghost Machine (Machine fantôme) Jack disait ne pas dormir. Or, visiblement, c'est ce qu'il fait dans cet épisode. Par contre, cela confirme qu'il vit au sein du centre de recherche.
- Selon le vrai/faux site de l'institut Torchwood on trouve une lettre du capitaine Jack Harkness, datée de 1908, il était effectivement à Lahore mais pour participer à une arnaque sur des mines de diamants[1].
- C'est la première fois que l'équipe de Torchwood « laisse tomber » une affaire.